# حفل افتتاح الألعاب الأولمبية الشتوية 2014

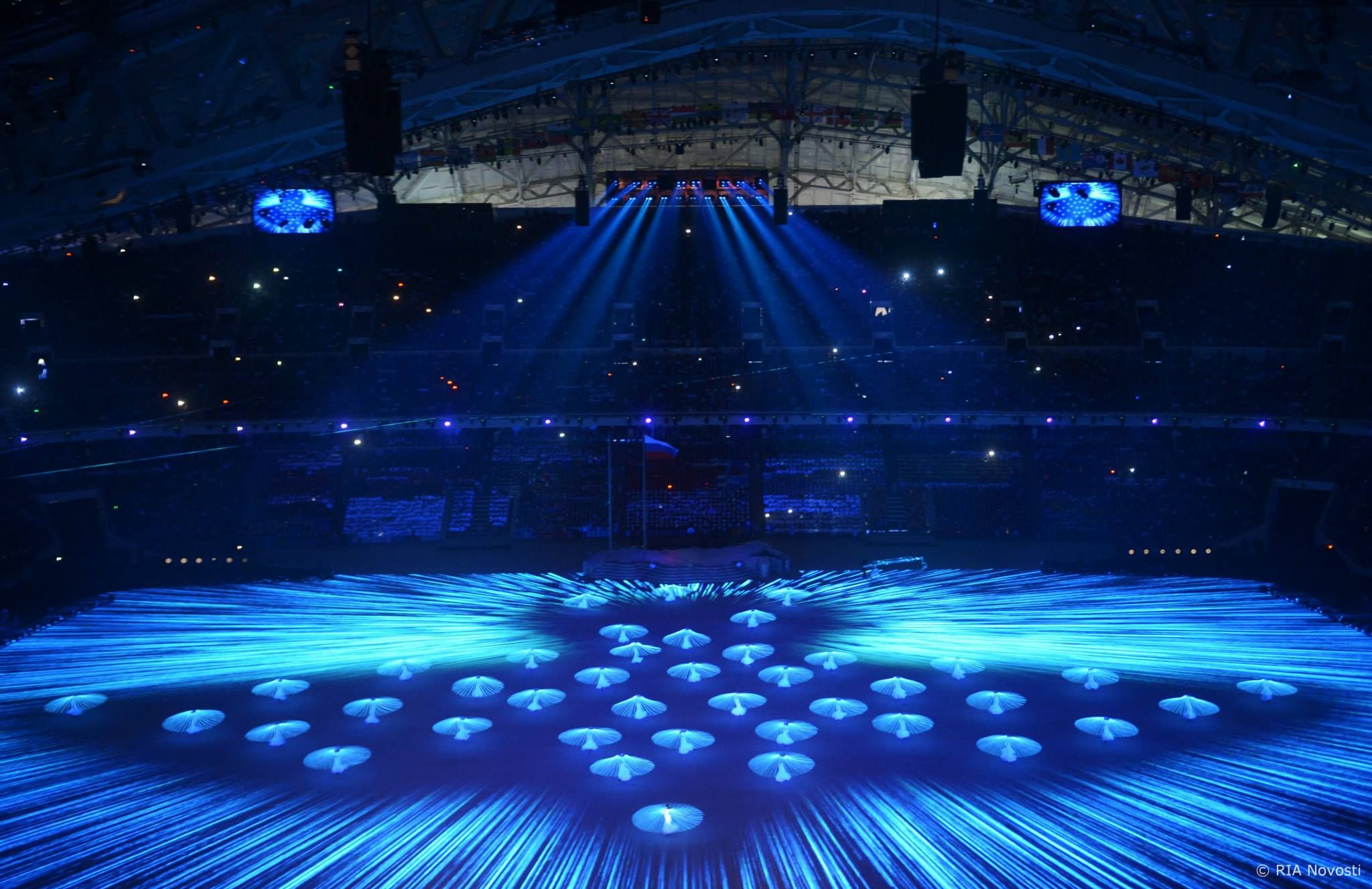
الأضاءة في الملعب تظهر شكل حمامة على أرضيته

أقيم حفل الافتتاح يوم الجمعة 7 فبراير 2014, فاجأت روسيا ملايين المشاهدين في مختلف أنحاء العالم بعروض حفل افتتاح دورة الألعاب الشتوية الـ22 «سوتشي 2014»، والذي أقيم على ملعب «فيشت»، بحضور ما يقرب من 40 ألف متفرج، بينهم نحو 60 من رؤساء الدول والحكومات، وخلال حفل الافتتاح، الذي شاهده حوالي ثلاثة مليارات نسمة عبر شاشات التلفزيون، واستمر لقرابة ساعتين ونصف مساء الجمعة، أعلن الرئيس الروسي، فلاديمير بوتين، انطلاق فعاليات الدورة الأولمبية، التي تستمر حتى 23 من فبراير/ شباط 2014.
وشارك في إحياء الحفل، الذي أُقيم على ملعب "فيشت"، الذي أُقيم خصيصاً لهذه المناسبة، ثلاثة آلاف فنان، أبرزهم مغنية الأوبرا العالمية، آنا نيتريبكو، بالإضافة إلى ألف متطوع، حيك لهم أكثر من ستة آلاف ثوب، وفق ما ذكرت وكالة «نوفوستي» الروسية للأنباء، وبحسب القائمون على تنظيم حفل الافتتاح، فإن العرض يتضمن تقديم لوحات تحكي تاريخ روسيا، عبر أحلام طفلة صغيرة، تُدعى «ليوبوف»، وتعني بالعربية «حُب»، تغوص بأحلامها في عمق التاريخ الروسي، ثم تنتقل إلى الحاضر فالمستقبل، وتم خلال الحفل تقديم أغنية للفرقة الروسية الشهيرة «تاتو»، بعنوان «لن يلحقوا بنا»، كإشارة على أن الفرق والرياضيين الروس المشاركين في الأولمبياد، يسعون إلى الانفراد بالمقدمة.
وتنافس المشاركون في الألعاب الأولمبية الشتوية، التي انطلقت قبل يوم واحد من حفل الافتتاح، على 98 طاقماً من الميداليات، في 15 نوعاً من الألعاب الرياضية، تضم 1300 ميدالية ذهبية وفضية وبرونزية، تتميز جميعها بحجمها الكبير المنقطع النظير، وتطلب صنع هذه الميداليات 3 كيلوغرامات من الذهب الخالص، وأكثر من 2000 كيلوغرام من الفضة، و700 كيلوغرام من البرونز.

## التحضيرات
كان ملعب فيشت قد بني خصيصا لأفتتاح الألعاب الأولمبية الشتوية القامة في سوتشي، ان سعة ملعب فيشت تتسع 40,000 متفرج. وقد استعمل ملعب فيشت فقط لمراسم ألافتتاح والأغلاق الخاصة بالألعاب الشتوية. وكان المنتج التلفزيوني قسطنطين أرنست المسؤول عن حفل الأفتتاح في سوتشي. وكان اندريه ناسونفيسكي المنتج التنفيذي للسجل: وكان اندريه بولتينكو كاتب ومدير المراسم. اما الفريق المسؤول عن مراسم الأختتام مختلف، وكذلك الدورة البارالمبية.

## البرنامج
شملت الأنشطة للمراسم أداء ثنائي موسيقي لفرقة البوب الروسية تاتو مع جوقة وزارة الشؤون الداخلية الروسية، الذين أدوء نسخة لأغنية غيت لاكي (بالإنجليزية: Get Lucky) لدافت بانك.

### بداية الأفتتاح
| الحرف | معنى الكلمة بالعربية  | الكلمة باللغة الروسية |
| ----- | --------------------- | --------------------- |
| А     | ABC                   | Азбука                |
| Б     | بايكال                | Байкал                |
| В     | هيليكوبتر سيكورسكي    | Вертолёт Сикорского   |
| Г     | جاجارين، Gzhel        | Гагарин, Гжель        |
| Д     | دوستويفسكي            | Достоевский           |
| Е     | كاترين II             | Екатерина II          |
| Ё     | القنفذ في الضباب      | Ёжик в тумане         |
| Ж     | جوكوفسكي              | Жуковский             |
| З     | آلة قص الذرة          | Зерноуборочная машина |
| И     | أمبراطورية            | Империя               |
| Й     | تشايكوفسكي            | Чайковский            |
| К     | كاندينسكي             | Кандинский            |
| Л     | برنامج لونوخود        | Луноход               |
| М     | ماليفيتش              | Малевич               |
| Н     | نابوكوف               | Набоков               |
| О     | محطة فضاء             | Орбитальная станция   |
| П     | جدول دوري             | Периодическая таблица |
| Р     | باليه                 | Русский балет         |
| С     | سبوتنك                | Спутник               |
| Т     | تولستوي، تلفاز        | Толстой, Телевидение  |
| У     | اوشانكا               | Ушанка                |
| Ф     | جبل فيشت (جناس: فيشت) | Фишт                  |
| Х     | خوخلوما               | Хохлома               |
| Ц     | تسيولكوفسكي           | Циолковский           |
| Ч     | تشيخوف                | Чехов                 |
| Ш     | شاغال                 | Шагал                 |
| Щ     | اليكسي جوزيف          | Щусев                 |
| Ъ     | ألكسندر بوشكين        | Пушкин                |
| Ы     | نحن                   | Мы                    |
| Ь     | لوبا، حب              | Любовь                |
| Э     | آيزنشتاين             | Эйзенштейн            |
| Ю     | جليب كوتيلنيكوف       | Парашют               |
| Я     | روسيا                 | Россия                |

افتتح الحفل بعنوان "أحلام روسيا" (Сны о" России), افتتح الحفل في البداية بفيديو على الشاشة تظهر ليزا تمينيكوفا البالغة من العمر 11 عاما تلعب شخصية تدعى ليوبوف (بالروسية 'الحب') وتبداء بقراءة الأبجدية الروسية. ويرتبط كل حرف مع صورة لشخصية روسية مشهورة أو معلما روسيا. ثم طارت ليوبوف في الهواء وكانت تحلم بالاستيلاء على ذيل طائرة ورقية وترفع بعيدا عن المنصة. وبعد ذلك تخرج تسع منصات مختلفة في الهواء، تحمل مناظر طبيعية روسية، تمر تحتها وهي نائمة.
تنزل 5 ثلجات كبيرة إلى الملعب والتي توسعت ولتشكل الحلقات الأولمبية.ومع ذلك، وجد خطأ فني في الدائرة الخامسة ولم تتوسع، ولم تخرج الألعاب النارية من الحلقات. وصرح قسطنطين ارنست عن الخلل قائلا "لا يوجد شخص طبيعي سوف ينشغل بالحلقة الأولمبية التي لم تتوسع في هذا الحفل الذي استمر لأكثر من ساعتين ونصف.

### النشيد الوطني
غنت جوقة الرجال دير سريتينسكي النشيد الوطني الروسي، في حين وقف 240 متطوعاً يرتدون بدلات متوهجة من الأبيض والأحمر والأزرق لتشكيل العلم الروسي.
كان حملة العلم الروسي محمول من رواد الفضاء - فيودور يورتشيخين (الذي عاد من الفضاء مع الشعلة)، رومان رومانينكو، سفيتلانا سافتسكايا ويلينا سيروفا - رفع العلم على يد سيرغي كريكيليف كما تحرك المتطوعون صعوداً ونزولاً لإنشاء حركة التلويح بالعلم.

### موكب الفرق الدولية المشاركة في المسابقات
وفقا لعرف استضافة دورة الألعاب الأولمبية القديمة الأصلية دخل الفريق اليوناني أولا، تليها فرق الدول الأخرى المتنافسة حسب الترتيب الأبجدي في اللغة الروسية، كما دخل الفريق الروسي في النهاية وفقا للعرف المتبع في الأولمبياد فأن الدولة المستضيفة تدخل بعد دخول كل الفرق. كما هي العادة يدخل كل فريق حاملا علم لبلدة على يد لاعب واحد فقط. وبعد ذلك يجلس الرياضيين في المدرجات السفلى من الملعب. تم عرض خريطة كل بلد عن طريق الأضاءة على ساحة الملعب عند ظهور كل بعثة للبلد المتنافس (مع ذكر اسم الدولة باللغة الإنجليزية والفرنسية والروسية، على التوالي). ورافق المواكب موسيقى تصويرية روسية إلكترونية راقصة الذي ألفها المنتج الموسيقي ليونيد رودينكو، وهو معروف بتعديل الموسيقى الروسية الشعبية.

### فقرات الأداء
تم التركيز بشكل كبير حفل الافتتاح على الموسيقى الكلاسيكية والأنتاج على نطاق واسع. عرضت فقرات من الأداء تاريخ روسيا من خلال عيون طفلة تدعي ليوبوف «الحب». تم تأدية دور الشخصية من قبل الطفلة ليزا تمنيكوفا مؤثرة على الفن الروسي، الموسيقى، والباليه. وقد عرض التاريخ الروسي في الترويكا المضاءة من ثلاثة خيول تليها الشمس الحمراء. وشملت العروض بناء كاتدرائية سانت باسيل، وقد تم تمثيلها بمنحوتات منفوخة الشكل، والقيصر بطرس الأول في القرن 17 كيف أستطاع بناء الجيش كما انتقلت روسيا من العصور الوسطى إلى القرن 20. عبر الطلاب بالعسكريين للقيصر الروسي بطرس (160 رجل) ينتقلون من خريطة سانت بطرسبورغ-الكرملين المصورة عن طريق الأضواء على الأرض إلى الإمبراطورية المستوحاة من الأديب الروسي ليو تولستوي «الحرب والسلم», ويضم راقصات الباليه بما في ذلك دانيلا كوراسنتسيف، إيفان فاسيليف، وسفيتلانا زاخاروفا. شملت هذة الفقرة الموسيقى ل الكسندر سيرجيفيتش زاتسيفين وانتهت مع ألفريد سخنيتكي في «كونشرتو غروسو رقم 5».
ارتفع 14 عاموداً من أرضية الملعب، ومن ثم اختفت، واستبدلت لأول مرة بمشاهد من الثورة الروسية، يليها تصوير للتمثال الشهير «العمال وكولخوز المرأة» التي قدمتها فيرا موخينا في عام 1937, مع المطرقة والمنجل التين حلقتا فوق ساحة الملعب، ترمز إلى فترة التصنيع الكبيرة في أعقاب الثورة البلشفية،
, قام العشرات من رجال بحمل صواريخ كما ظهر اسم يوري جاجارين على الأرض، متبوعين بناطحات سحاب منشوءة على خلفية طباعة حديثة.
بعد الإشارة إلى دورة الألعاب الأولمبية الصيفية عام 1980، دخلت التعويذات الثلاث التي تمثل الألعاب إلى الملعب.
أعلن فلاديميير بوتين افتتاح دورة الألعاب الأولمبية الشتوية 22, يليه أداء لبحيرة البجع، ومن ثم تخرج اضواء زرقاء ترسم شكل حمامة سلام رمز الأولمبياد التقليدي على ساحة الملعب. كانت راقصة الباليه ديانا فيشنيفا بين الذين أدوا اداء راقص في هذة الفقرة.
وارتدى العديد من الفنانين اللون الأبيض تعبيرا عن السلام. أكثر من 3,000 شخص أدوا عروضا في الحفل بينهم 2,000 من المتطوعين  نحو 10,000 قاموا بالمساعدة في تنظيم وتنفيذ حفلي افتتاح وأغلاق اولمبياد سوتشي، 120 مصابيح إلكترونية متطورة و 2.6 ألات اضاءة خاصة حولت أرضية الملعب إلى شاشة 3D متحركة.

### أداء القسم واضاءة الشعلة

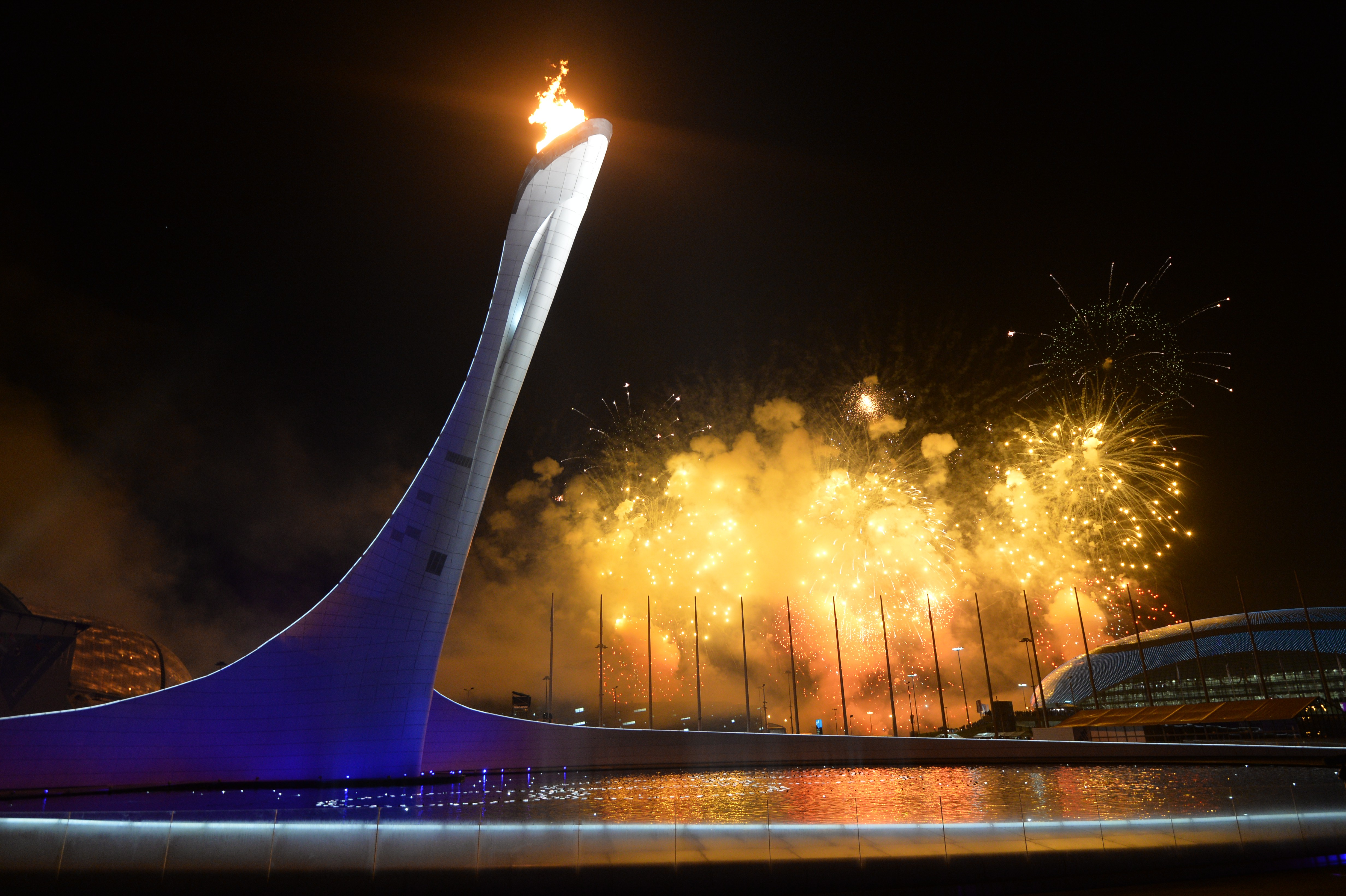
الشعلة الأولمبية في سوتشي

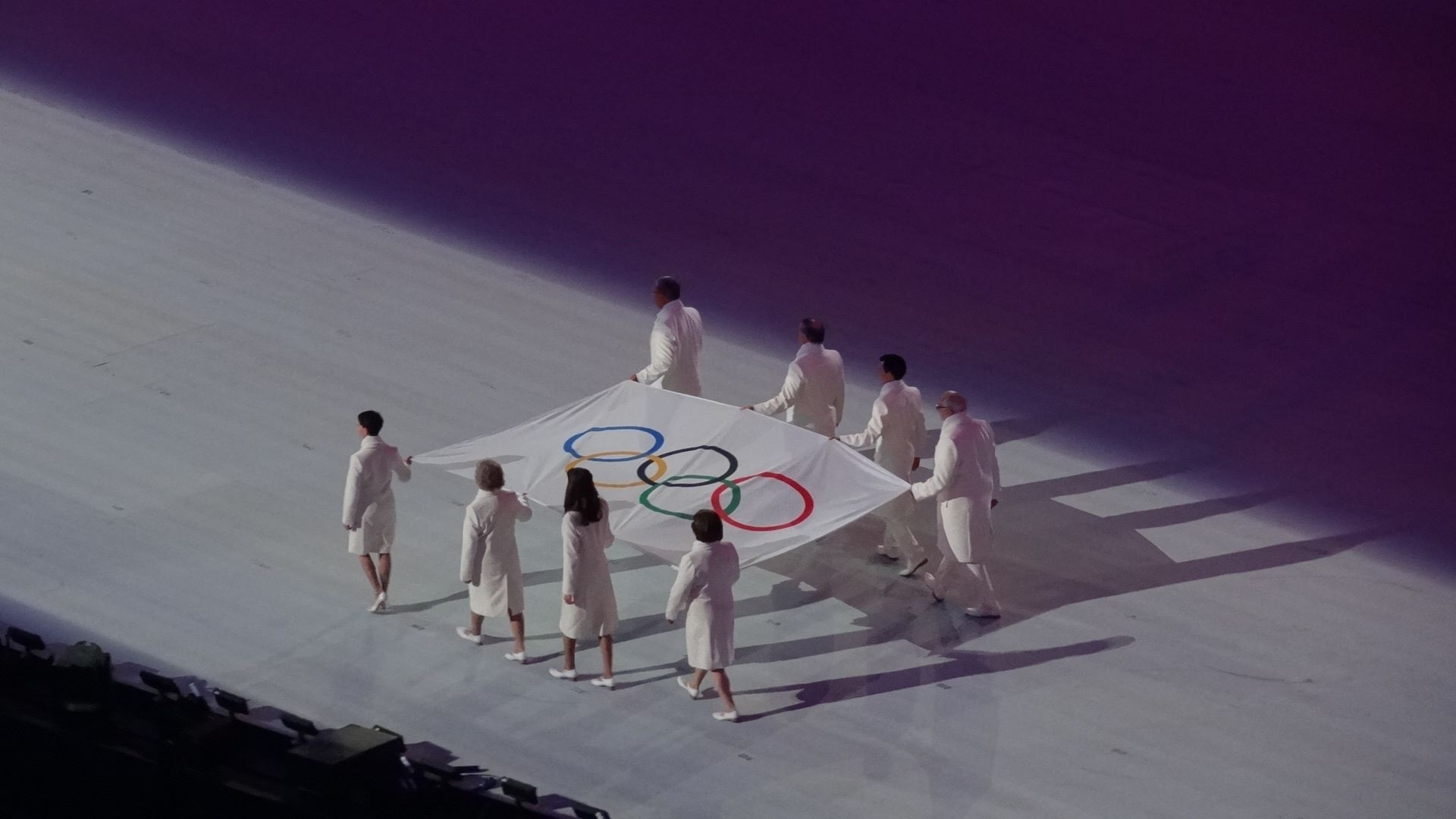
العلم الأوليمبي يدخل الملعب

أحضر العلم الأولمبي إلى الملعب مع ثمانية حاملي العلم: خلفان خاماتوفا، ليديا سكوبليكوفا، اناستازيا بوبوفا، فالنتينا تريشكوفا، فايتشيسلاف فيتيسوف، فاليري غيرغييف، آلان انايلييف ونيكيتا ميخالكوف. أثناء رفع العلم، مغنية الأوبرا آنا نيتريبكو غنت النشيد الأولمبي باللغة الروسية.
اقسم القسم الأولمبي نيابة عن جميع الرياضيين من قبل رسلان زاخاروف (المسار القصير)، اقسم فياتشيسلاف فيدنين اليمين بالنيابة عن جميع القضاة واقسمت اناستازيا بوبكوفا اليمين عن جميع المدربين.
وقبيل نهاية الحفل، جلبت لاعبة التنس ماريا شارابوفا الشعلة الأولمبية (يذكر أن الشعلة كانت قد ارسلت إلى محطة الفضاء الدولية في نوفمبر-تشرين الثاني) إلى الملعب. وقد سلمت الشعلة إلى يلينا ايزينبايفا، والتي بدروها قد سلمتها إلى ألكسندر كاريلين، وقد مررها إلى ألينا كاباييفا، تسلمت الشعلة منها المتزلجة إيرينا رودنينا وكان في استقبالها حارس مرمى هوكي الجليد السابق فلاديسلاف تريتياك، الذي تسلم الشعلة منها وخرجت إيرينا رودنينا مع فلاديسلاف تريتياك من الملعب مهرولين حاملين الشعلة، قام الزوج بشكل مشترك بأشعال الشعلة في البرج الأولمبي في القرية الأولمبية في سوتشي وسط موسيقى من «طائر النار» لإيجور سترافينسكي. وأعقب ذلك عرض للألعاب النارية في جميع أنحاء المنطقة المحيطة بالاستاد الأولمبي فشت، بما في ذلك المرافق الرياضية الأخرى. اشعل 22 طنا من الألعاب النارية على أنغام موسيقى كسارة البندق لتشايكوفسكي. وفي المجموع، لم يستمر الحفل سوى أقل من 3 ساعات.

## التغطية التلفزيونية
لم تتم مشاهدة الخلل الفني الذي حدث في الحلقة الثلجية الخامسة للشعار الأولمبي خلال بث الحفل في روسيا، حيث قامت كل من القناة الأولى وجميع الشركات التلفزيونية والبث الأذاعي بقطع لقطات للمشهد من الحفل بسرعة، حيث تسلسل العمل بشكل صحيح للعيان.
في الولايات المتحدة، تم تأجيل بث محطة إن بي سي من حفل الافتتاح حتى ساعات المساء. وادعت محطة إن بي سي ضيق الوقت ولذلك قامت بحذف بعض التعليقات من خطاب رئيس اللجنة الأولمبية الدولية توماس باخ. وكذلك تمت إزالة مشهد خروج التعويذات الأولمبية أيضا من بث إن بي سي، بالأضافة لى ذلك تمت إزالة أداء الكورال للأغنية
غيت لاكي "Get Lucky" لدافت بانك. في أستراليا بثت شبكة عشرة الحفل في الساعة 3:00 بتوقيت شرق الولايات المتحدة.

### عدد المشاهدين

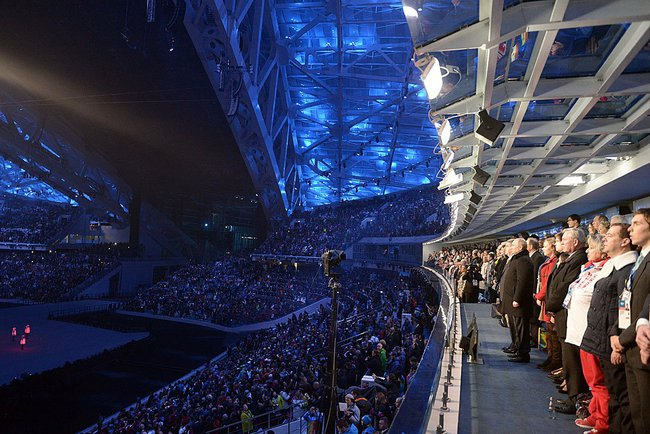
صورة من داخل ملعب فيشت اثناء الحفل

تابع حوالى ثلاثة مليارات مشاهد حول العالم حفل افتتاح الألعاب الأولمبية الشتوية في مدينة سوتشي الروسية مساء الجمعة، كما اعلنت اللجنة المنظمة السبت، وقالت اللجنة في بيان ان «الحفل شاهده 40 الف مشاهد تجمعوا في استاد فيشت وثلاثة مليارات مشاهد عبر التلفزيون في العالم اجمع».
وفي الولايات المتحدة شاهد الحفل 31,7 مليون شخص، بحسب شبكة «ان بي سي»، وهو رقم ملفت جدا لا سيما وان الحفل لم ينقل للمشاهدين الاميركيين مباشرة على الهواء بل بث لاحقا. وهذا العدد اقل بقليل من ال32,7 مليون اميركي الذين تابعوا في العام 2010 حفل افتتاح الألعاب الأولمبية الشتوية في فانكوفر والذي نقل يومها مباشرة على الهواء، وفي أوروبا كان المشاهدون الالمان الأكثر متابعة لهذا الحفل الضخم الذي استمر ساعتين ونصف. ففي ألمانيا بلغ عدد من شاهد الحفل 8,99 مليون مشاهد أي 40% من حصة المشاهدة، بحسب موضع ميديا المتخصص، وبهذا أصبح حفل سوتشي حفل افتتاح الألعاب الأولمبية الشتوية الأكثر متابعة في ألمانيا منذ العاب ليلهامر بالنروج في 1994 (9,24 مليون مشاهد), وفي فرنسا بلغ عدد من شاهدوا الحفل 5,5 مليون شخص (35,1 من حصة المشاهدة)، بحسب هيئة التلفزة الفرنسية «فرانس تلفزيون», اما في بريطانيا فكان الاهتمام بالحفل اقل إذ تابعه 2,5 مليون مشاهد، بحسب هيئة الإذاعة البريطانية بي بي سي، في حين لم يتابعه في إيطاليا سوى مليون مشاهد. بلغت التقديرات في كندا لعدد مشاهدي الحفل 6,974 مليون مشاهد.

## رؤساء الدول ورؤساء الحكومات الحاضرين
بالأضافة لحضور الأمين العام للأمم المتحدة بان كي مون، فقد حضر شخصية 44 من كبار الشخصيات الدولية:
- حامد كرزاي
- إلهام علييف
- سيرج سركيسيان
- فرنر فيمن
- ألكسندر لوكاشينكو
- رئيس الدولة روزين بلفنلفيك، رئيس الوزراء بلامين اورشارسكي
- شي جين بينغ
- إيفو يجوسيبوفيتش
- ميلوش زيمان
- رجب طيب أردوغان، أمينة أردوغان
- الأمير فريدريك
- أندروس أنسيب
- رئيس الدولة ساولي نينيستو، رئيس الوزراء جيركي كاتاينين
- كارولوس بابولياس
- يانوش أدير
- أولافور راغنار غريمسون
- إنريكو ليتّا
- الأمير فيصل
- شينزو أبه
- نور سلطان نزارباييف
- اندريس برزينس
- نجيب ميقاتي
- أدريان هاسلر
- رئيس الوزراء الجيرداس
- الدوق هنري
- جورجي إيفانوف
- رئيس الوزراء لوري ليانشا
- تساخيا البجدورج
- فيليب فويانوفيتش
- ألبير الثاني، شارلين أميرة موناكو
- عبد الإله بنكيران
- فيليم الكسندر، ماكسيما أميرة هولندا، ومارك روته
- كيم يونغ سام
- فيكتور بونتا
- توميسلاف نيكوليتش
- ديديي بوركالتر
- إيفان غاشباروفيتش
- إمام علي رحمن
- قربانقلي بردي محمدوف
- فيكتور يانكوفيتش
- إسلام كريموف

قادة حضروا من أراضي متنازع عليها:
- ألكساندر أنكفاب [40]
- ليونيد تيبيلوف [40]

### رؤساء رفضوا حضور الحفل
- أندورا، فرنسا: فرانسوا أولاند لم يحضر لاسباب غير معلنة.[41]
- كندا: لم يحضر رئيس الوزراء الكندي ستيفن هاربر بحجة أن رؤساء الوزراء في كندا لا يحضرون الألعاب الأولمبية ألشتوية.[42]
- ألمانيا: لم يحضر الرئيس الألماني يواخيم غاوك لأسباب لم يعلن عنها.[43]
- ليتوانيا: صرحت رئيسة الوزراء داليا غريباوسكايتي بأنها لم تحضر بسسب العقوبات المفروضة على ليتوانيا، وبسبب سياسة روسيا تجاة ليتوانيا.[44]
- بريطانيا: قال رئيس الوزراء ديفيد كاميرون بأن الألعاب الأولمبية لم تكن على جدول اعمالة، وبحجة أن رؤساء الوزراء في بريطانيا لا يحضرون الألعاب الشتوية.[45]
- الولايات المتحدة الأمريكة: قال الرئيس الأمريكي باراك أوباما بأنة لا يرغب في صرف الأنتباة عن المسابقات.[46]

## وصلات خارجية
مواقع رسمية
- سوتشي 2014 نسخة محفوظة 5 فبراير 2014 على موقع واي باك مشين.